# Reserva Nacional de Paracas

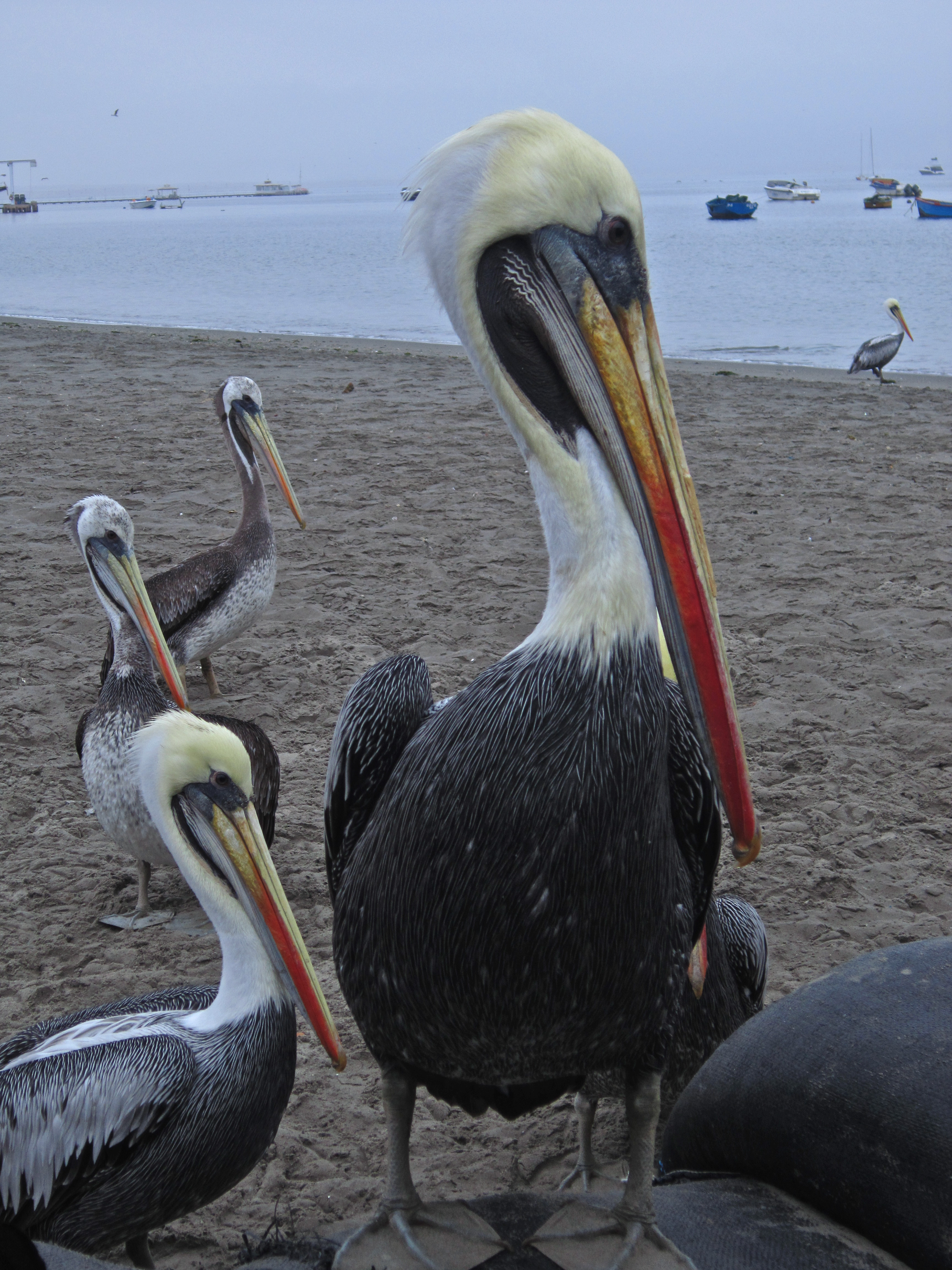
Pelicans peruans a la Reserva Nacional de Paracas.

La Reserva Nacional de Paracas és una àrea protegida a la regió d'Ica, Perú establerta amb l'objectiu de protegir els ecosistemes desèrtics i marins per a la seva conservació i ús sostenible. Dins de la reserva també s'hi han trobat més d'un centenar de jaciments arqueològics, molts d'ells de la cultura Paracas, coneguts especialment per la seva artesania tèxtil. Les principals activitats recreatives a la reserva són el turisme de platja i l'observació de la vida salvatge.

## Geografia

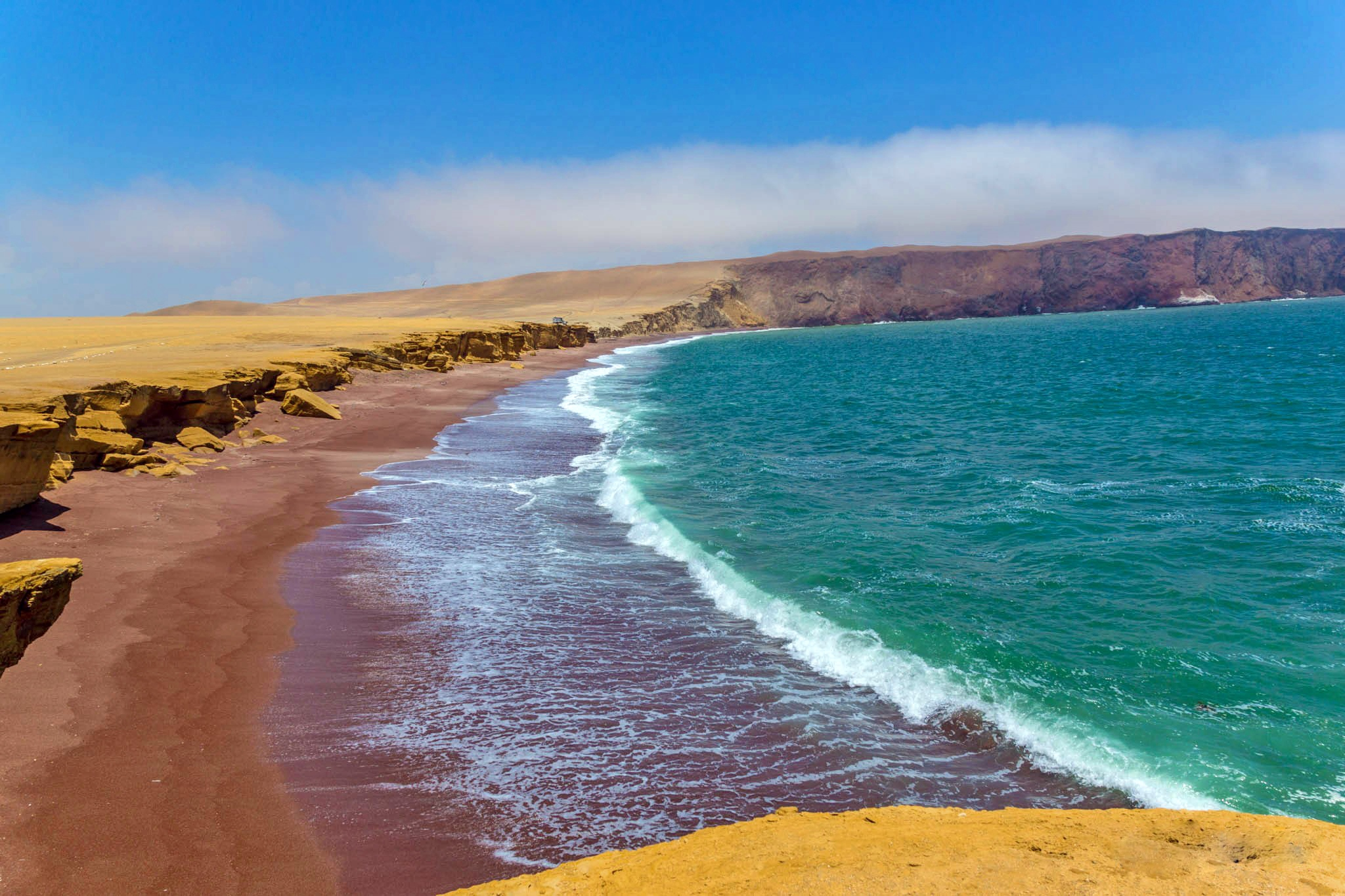
Platja vermella a la Reserva Nacional de Paracas

La reserva és a la regió d'Ica, a uns 250 km al sud de Lima, i a pocs quilòmetres de la localitat de Pisco. Té una extensió de 335.000 hectàrees, el 65% de les quals corresponen a ecosistemes marins. La cota més alta de la reserva és de 786 m. La reserva inclou característiques geogràfiques costaneres com: la península de Paracas, la badia d'Independencia, l'illa de San Gallán, la badia de Paracas i l'illa d'Independencia.

## Clima
La Reserva Nacional de Paracas és una zona àrida, amb uns típics vents intensos anomenats paracas. Les precipitacions són minses i es produeixen a l'hivern, caient sobretot en forma de boira al cim dels turons més alts, la qual cosa és vital per a l'ecosistema de les lomas.

## Ecologia
Algunes espècies de plantes terrestres que es troben a la reserva són Tiquilia paronychoides'', Prosopis pallida, Distichlis spicata, Tillandsia spp., Eriosyce omasensis, Geoffroea decorticans, Sesuvium portulacastrum, Cressa truxillensis, Geranium limae Suaeda foliosa, Oxalis carnosa, etc.
Entre les algues marines descrites a la reserva hi ha Ulva lactuca, Chondracanthus chamissoi, Macrocystis pyrifera, Pyropia columbina , etc.
Entre els mamífers de la reserva hi ha el rorqual boreal, la os marí sud-americà, el dofí fosc, la llúdria costanera sud-americana, el catxalot, la iubarta, el lleó marí sud-americà, l'orca, el dofí mular, Eubalaena australis, etc.
Entre les aus presents a la reserva hi ha el còndor dels Andes, el flamenc de Xile, el colibrí d'Atacama, el Pelicà del Perú, el xatrac inca, el bec de tisora americà, el pingüí de Humboldt, el corb marí guaner, la xivitona maculada, el torlit del Perú, el falciot andí, el petrell cabussador del Perú, etc.
Entre els mol·luscs de la zona hi ha Argopecten purpuratus', Concholepas concholepas', Thais chocolata', Fissurella maxima', Glaucus atlanticus, Choromytilus chorus', Aulacomya atra, etc.
Entre els peixos descrits a la reserva hi ha Merluccius gayi, Mugil cephalus, el bonítol ratllat, la llissa llobarrera, l'orenol, Mustelus whitneyi, el tauró bronzat, l'anxoveta, Sarda chiliensis, Myliobatis peruvianus, Myliobatis peruvianus. Paralichthys adspersus, tintoreres, Cilus gilberti, la tonyina d'ulls grossos, etc.